# Accessori per Nintendo Entertainment System
Questa pagina contiene una lista di tutti gli accessori prodotti da Nintendo, o da terze parti, per la console Nintendo Entertainment System, sia nella sua versione americana ed europea, che nella sua versione giapponese (conosciuta con il nome di Famicom):

## Prodotti da Nintendo

### Famicom Disk System
Il Famicom Disk System era una unità a dischi floppy prodotta dalla stessa Nintendo in esclusiva per il Giappone nel 1986.

### Famicom Modem
Utilizzato per connettere il Famicom a un server online proprietario di Nintendo, dal quale il giocatore poteva scaricare aggiornamenti sui prossimi giochi, contenuti aggiuntivi vari, o qualche gioco. 

### Family Basic
Tastiera distribuita solo in Giappone per Famicom, sviluppata da Nintendo insieme alla Hudson Soft e alla Sharp Corporation. Venne commercializzata il 21 giugno 1984.

### Family Fun Fitness
Anche noto come Power Pad, tappetino per esercizi commercializzato per NES e Famicom; interagiva con alcuni giochi tra cui Short Order e Eggsplode.

### NES Advantage
Joystick stile arcade per NES.

### NES Max
Gamepad uscito per NES nel 1988, il quale comprendeva un D-pad al posto della croce direzionale, e due pulsanti A e B aggiuntivi con la funzione di rapid-fire button. La forma con le ali (o corni) laterali, anticipò di anni il gamepad della PlayStation.

### NES controller modello 1, modello 2, modello 3 e modello 4
I 4 modelli di gamepad per NES e Famicom: i primi 2 furono distribuiti nel 1983 con il lancio del Famicom in Giappone, entrambi fissati alla console, differiscono solo per il set di pulsanti: il secondo modello infatti, al posto dei tasti Select e Start, presenta un microfono ed un selettore per il volume, il terzo modello era il gamepad base del Nintendo Entertainment System commercializzato nel 1985 in Nord America e in Europa; è essenzialmente identico al primo modello ma presenta una diversa scocca con colori diversi ed è removibile dalla console. Il quarto modello era il Gamepad di base del Nintendo Entertainment System Control Deck e dell' AV Famicom distribuiti rispettivamente In Nord America e in Giappone. Presenta una forma diversa detta "Ad osso di cane" per una migliore ergonomia e i tasti A e B disposti diagonalmente.

### NES Four Score
Espansione per NES con porte gamepad aggiuntive, la quale permetteva di aggiungere altri due controller, e di permettere a quattro giocatori di giocare contemporaneamente; funzionava solo con determinati titoli.

### NES Lockout
Dispositivo di blocco con chiave per prevenire il gioco.

### NES Satellite
Un multitap commercializzato da Nintendo nel 1989. Aggiungeva quattro porte gamepad, ed era compatibile solo con alcuni titoli.

### NES Zapper
Pistola per Famicom e NES, capace di interagire con determinati titoli, come Duck Hunt o Wild Gunman. In Giappone riproponeva l'aspetto e il colore di un revolver, mentre in Nord America e in Europa aveva le fattezza di una pistola laser aliena, prima di colore grigio, poi arancione; quest'ultimo aspetto fu assunto per distaccarsi il più possibile dall'aspetto di una pistola realmente esistente.

### R.O.B.
Robot giocattolo per Famicom e NES, commercializzato per il lancio sul suolo americano (in questo modo la console poteva esordire come giocattolo, e quindi non come videogioco, cosa mal vista in quel periodo in America, per colpa della crisi dell'83). Interagiva con due giochi: Stack-Up e Gyromite.

## Prodotti da terze parti

### Aladdin Deck Enhancer
Espansione per NES sviluppata da Codemasters e venduta da Camerica: permetteva di giocare alle cartucce della Aladdin, una casa di produzione che sviluppava giochi per NES senza licenza

### Arkanoid Controller
Controller specifico per il gioco Arkanoid.

### Double Player
Controller wireless creato da Acclaim.

### ENIO (Extended NES Input/Output)
Adattatore prodotto da Chykn80 (Pete Brown) per utilizzare gli accessori del Famicom su NES: è l'unico accessorio commercializzato per questa console ad utilizzare la sua porta di espansione.

### FamiCoin
Gettoni distribuiti da Taito, da posizionare sulla croce digitale, per renderne più morbido e stancante l'utilizzo.

### Game Genie
Cartuccia sblocca cheat che permetteva di giocare barando, attivando trucchi per facilitare un determinato titolo al giocatore (es: trucco della vita infinita, inizio della partita da un altro livello, immunità ecc...). Originariamente progettato per il Nintendo Entertainment System, fu poi riprogettato e venduto in versioni per altre console come il Super Nintendo Entertainment System, Il Game Boy, Il Game Gear e il Sega Mega Drive.

### Game Key
Adattatore prodotto da Horeleg per utilizzare i videogiochi NTSC per NES su console PAL. Esistono 2 modelli di questo adattatore:
Il 1° modello presenta 2 slot (uno per il gioco da utilizzare davanti e uno per il gioco che dia il codice regionale dietro) ed occupa tutto lo slot cartuccia.
Il 2° modello presenta la stessa forma del Game Genie, un unico slot cartuccia, un interruttore per selezionare il chip 10NES da emulare (PAL A & PAL B) e una linguetta di plastica (come nel Game Genie) per sfilarlo dalla console in quanto, aggiungendo l'adattatore, la cartuccia sporgeva dalla console.

### G-BASIC
Linguaggio di programmazione basico per NES.

### HES Unidaptor
Adattatore per cartucce Famicom e NES

### Jammer
Un clone del NES Advantage.

### LaserScope
Light gun per NES e Famicom, da utilizzare ponendolo sul capo. Fu sviluppato da Konami.

### Miracle Piano
Tastiera musicale distribuita per NES allo scopo di introdurre i bambini alla musica.

### Power Glove
Guanto con sensori di movimento integrati per NES e Famicom, capace di interagire con determinati titoli. 

### Pro Beam Light Gun
Clone del NES Zapper.

### QuickShot
Clone del NES Advantage.

### Speedboard
Periferica per NES sviluppata da Pressman nel 1991. Consisteva in un pezzo di plastica da porre sul gamepad, e permetteva di velocizzare l'esperienza di gioco.

### Super Chair
Particolare controller a forma di sedia di dimensioni reali.

### Super Controller
Cover per controller del NES: trasformava la croce direzionale in un joystick.

### Teleplay Modem
Un modem che permetteva il collegamento con altre console non sviluppate da Nintendo (tipo Sega Megadrive), per dare vita a sfide testa-a-testa tra giocatori. Avrebbe dovuto utilizzare la porta di espansione posta sotto il NES

### Turbo Tech Controller
Controller per NES.

### Turbo Touch 360
Controller con sensori touch per NES.

### Turbotronic
Joystick stile arcade per NES.

### U-Force
Particolare controller per NES.

### Ultimate Superstick
Joystick stile arcade per NES.